# روبرتو ايسبوسيتو
روبرتو ايسبوسيتو (بالإيطالية: Roberto Esposito) هو فيلسوف إيطالي، ولد في 1950 في نابولي في إيطاليا.